# ダリ・ユニバース

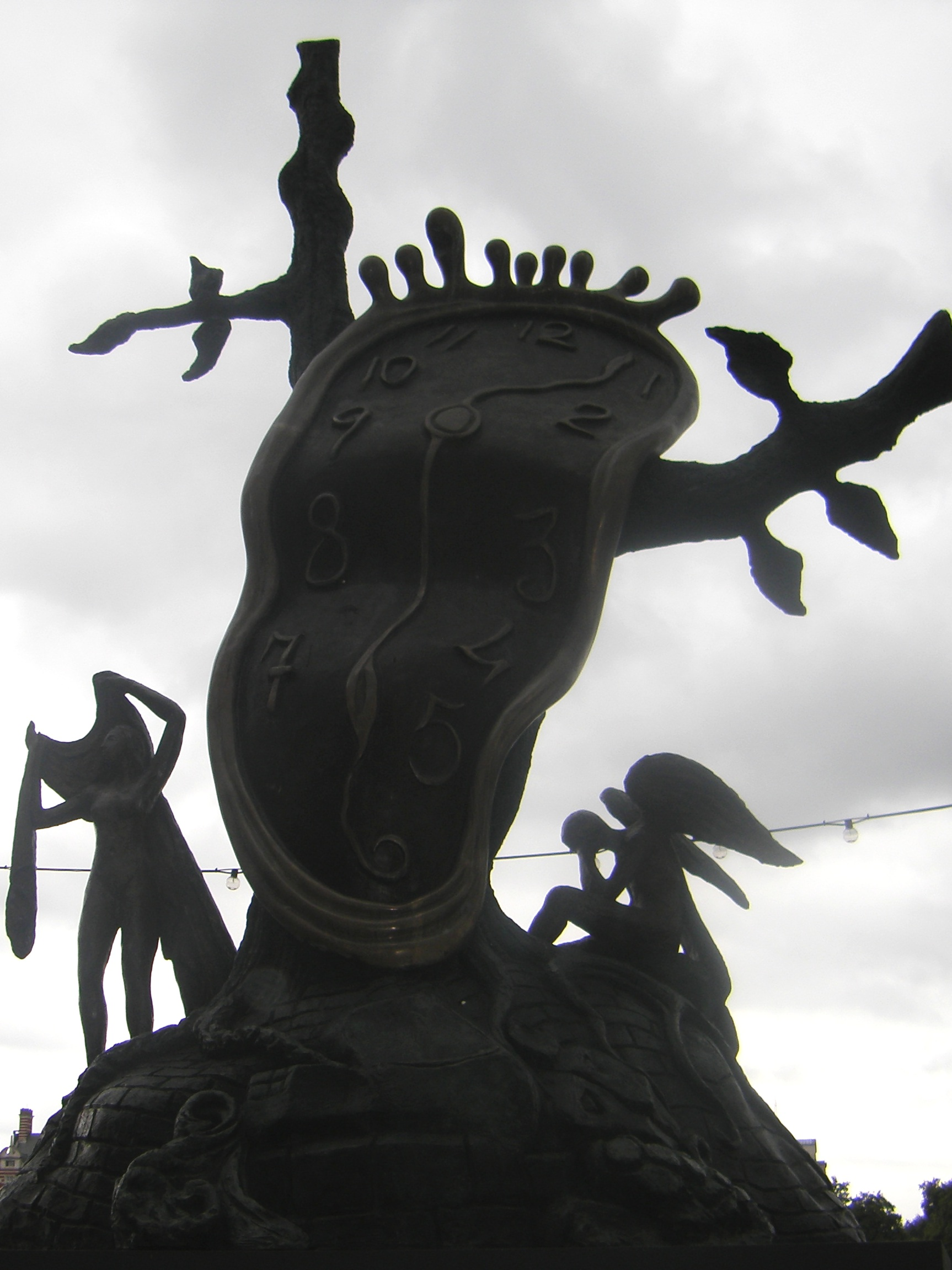
ダリ・ユニバース前に展示された記憶の固執の彫刻

ダリ・ユニバース(Dalí Universe)は、イギリスのロンドン、サウス・バンクにあるロンドン・カウンティ・ホールにおいて開催されていた、サルバドール・ダリの作品を展示した常設展。ダリの商業的な常設展としては世界初。2000年から始まったが、2010年にはカウンティ・ホールでの展示を終了した。

## 歴史
ダリ・ユニバースは2000年に、ロンドン・カウンティ・ホール内の3000平方メートルの展示室で開始され、彫刻やジュエリー、ガラスのオブジェクトや調度品など、500を超える作品が展示されていた。展示会では香水瓶も展示されましたこの常設展、アルフレッド・ヒッチコックによる映画『白い恐怖』のために作成された巨大な油絵の他にはダリの主要な絵画はなく、絵画だけでないダリの作品の多様性に焦点を当てた作品が収集されている。ダリ・ユニバースの主催者は、ダリの友人で著名なダリ作品のコレクターでもあったベニアミーノ・レヴィであり、彼が設立したストラットン財団もダリ・ユニバースの開催に寄与していた。
2008年11月、ダリ・ミュージアムはダリの影響を受けた12人のデザイナーによる、そのイベントのために作成された12点のファッションアイテムの競売を行った。その競売による収益はFashion Targets Breast Cancer（FTBC、アメリカ・ファッション・デザイナー協議会による乳がん撲滅キャンペーン）に寄付された。
展示は2010年1月に終了したが、将来、異なる場所で再開する予定であると発表され、2011年から2013年までの間にヴェネチア、フィレンツェ、ソレントでそれぞれダリ・ユニバースと冠した展覧会が開催され、100点ほどの作品展示が行われた。

## 展示
各作品はそれぞれ、「官能と女らしさ」、「宗教と神話」、「夢と幻想」の3つのテーマに沿って展示されていた。代表的な展示作品には、「官能と女らしさ」のエリアに展示されたメイ・ウエストのリップソファや我が生涯の物語をモチーフにして描かれた版画作品、「宗教と神話」のエリアに展示された聖ジョージとドラゴンのリトグラフ、「夢と幻想」のエリアに展示された白い恐怖の絵画や時間のプロフィールの彫刻などがある。